# Tetramminekoper(II)sulfaat
Tetra-amminekoper(II)sulfaat is een coördinatieverbinding van koper, met als brutoformule [Cu(NH3)4]SO4. De stof komt voor als azuurblauwe kristallen, die goed oplosbaar zijn in water.

## Synthese
Het ammine-complex kan eenvoudig bereid worden door watervrij koper(II)sulfaat op te lossen in water en vervolgens een ammoniakale oplossing toe te voegen:
{\displaystyle \mathrm {CuSO_{4}+4\ NH_{3}+H_{2}O\ \longrightarrow \ {[Cu(NH_{3})}_{4}]SO_{4}\cdot \ H_{2}O} }
De lichtblauwe koper(II)sulfaat-oplossing zal door complexering met de ammoniak-liganden azuurblauw kleuren. Deze oplossing kan uitgekristalliseerd worden, maar de kristallen zijn niet stabiel: er zal ammoniak ontsnappen indien het in contact komt met lucht. In vaste vorm komt het als monohydraat voor.